# Sellette (transport)
Pour les articles homonymes, voir Sellette.
 (août 2012).
Si vous disposez d'ouvrages ou d'articles de référence ou si vous connaissez des sites web de qualité traitant du thème abordé ici, merci de compléter l'article en donnant les références utiles à sa vérifiabilité et en les liant à la section « Notes et références ».

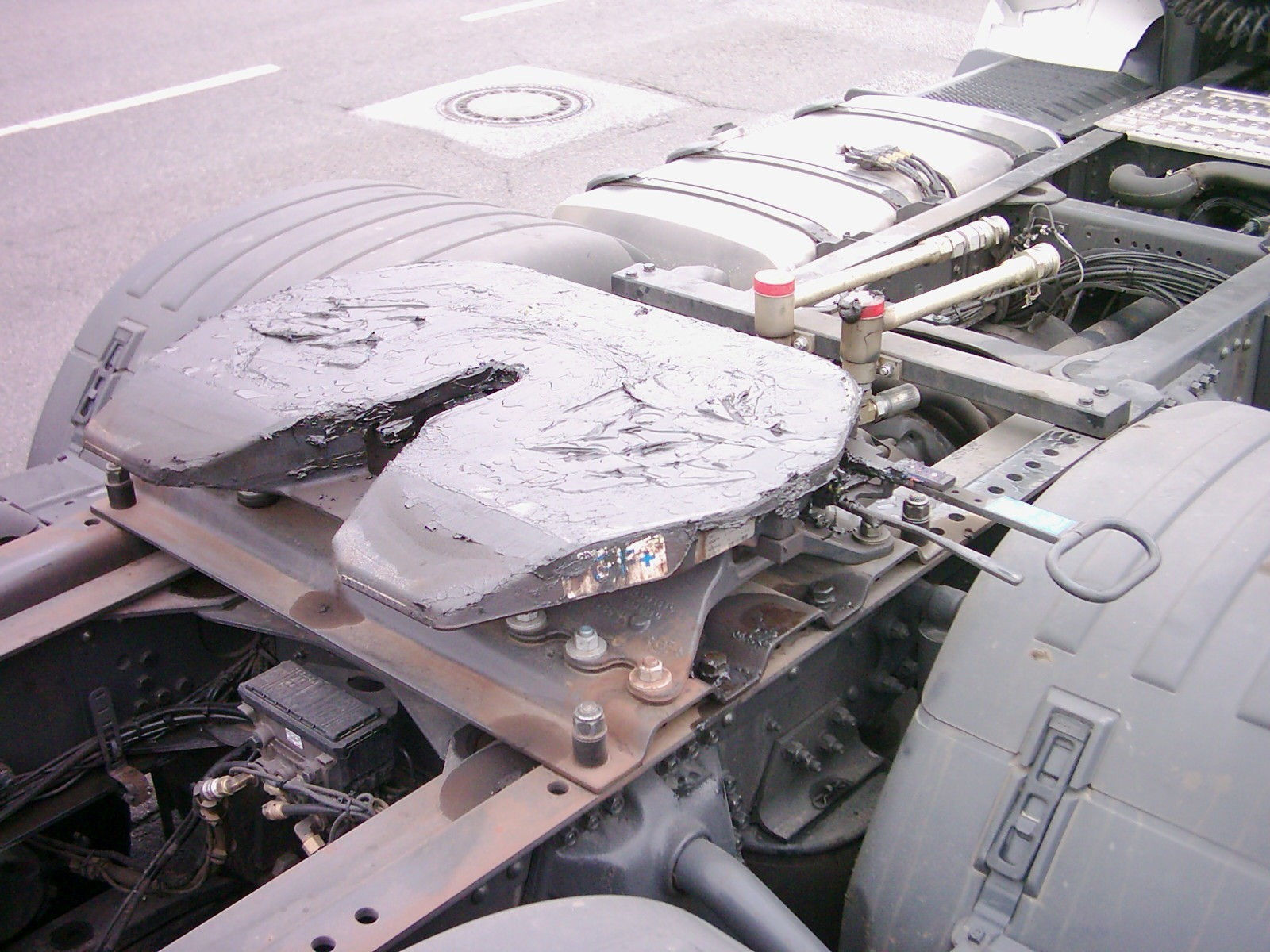
Sellette de tracteur routier.

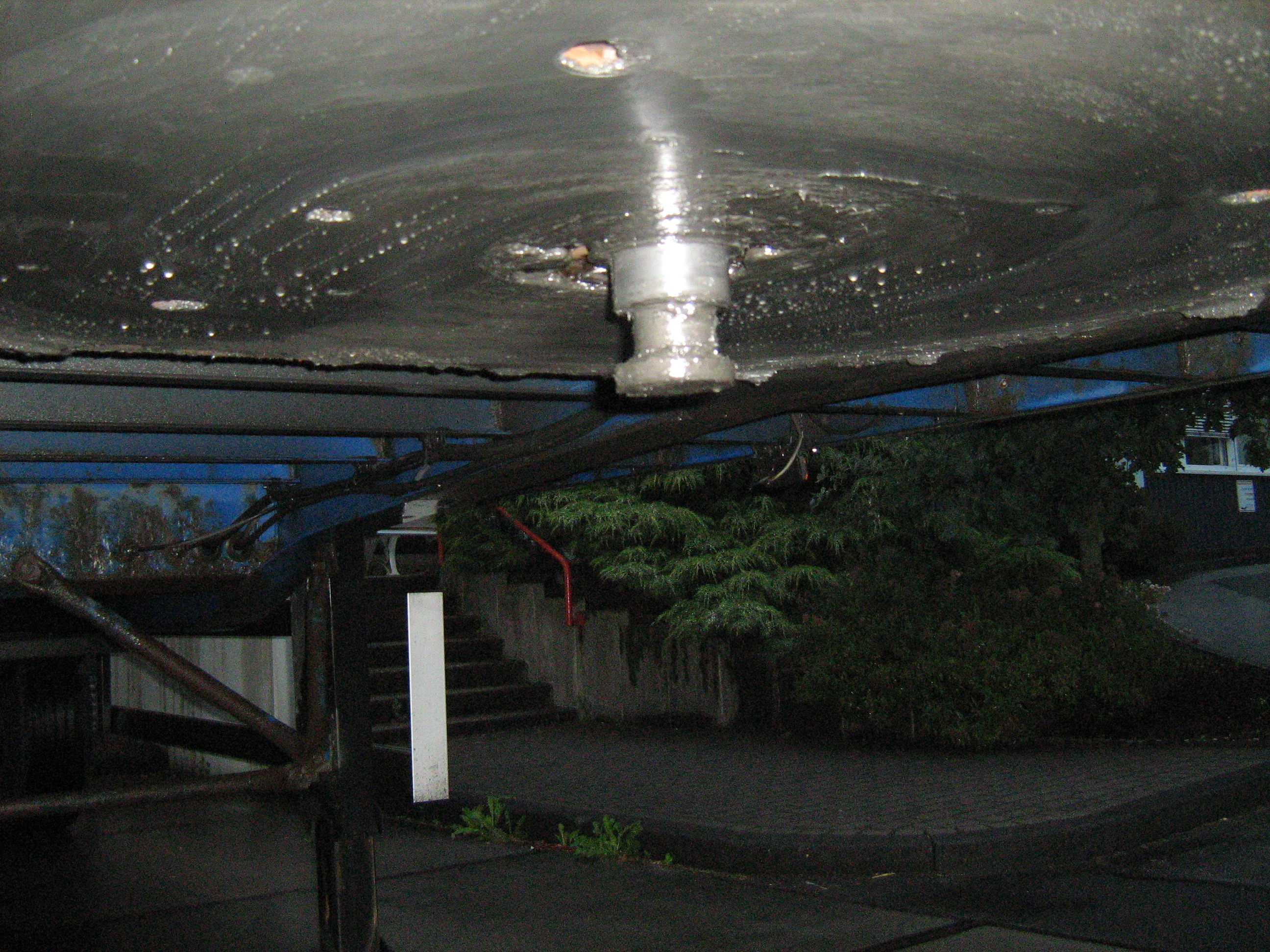
Axe d'attelage de semi-remorque.

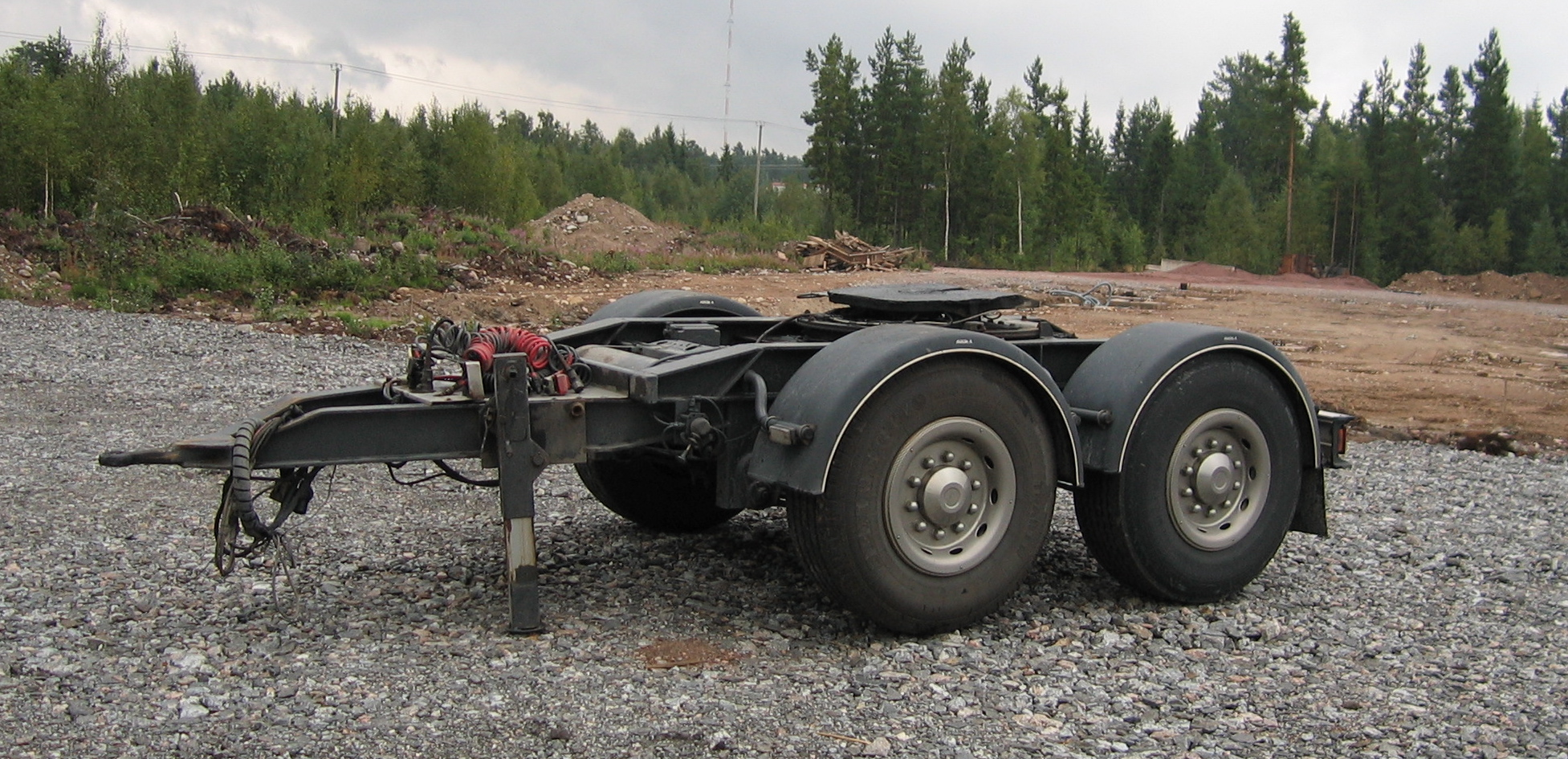
Un dolly.

Une sellette, aussi appelée Fifth wheel coupling (littéralement « cinquième roue d'attelage » en anglais), est une plateforme sur laquelle vient reposer l'avant d'une semi-remorque accrochée à un tracteur routier (ensemble routier officiellement nommé « véhicule articulé » et communément, à tort, semi-remorque) et se trouve au-dessus de l'essieu (ou des essieux) arrière du véhicule tracteur.

## Description
D'une forme relativement ronde, elle est articulée sur un axe transversal (elle peut donc basculer d'avant en arrière) qui est relié à un « sommier », fixe ou réglable selon la législation en vigueur dans la région d'utilisation ; sa partie arrière est biseautée afin de faciliter son passage sous la semi-remorque ; cette partie biseautée, ouverte en V (une sorte d'entonnoir), guide le pivot d'attelage (ou « cheville ouvrière » ou « axe d'attelage » ou communément nommé « bitte » ou « biroute » par les routiers) qui vient se loger dans une pièce de nylon moulée dans un « fer à cheval » d'acier boulonné sous la plateforme. Un verrou, comportant une sécurité, maintient l'axe en place ; le déverrouillage s'effectue via un mécanisme à levier.
L'articulation sur son axe transversal permet à la sellette de supporter le tangage de l'ensemble lors de passage de relief.
L'axe d'attelage, qui maintient la remorque au tracteur, supporte aussi les mouvements de la semi dans les virages ou lors des manœuvres.
Dans certains pays comme le Canada, le Japon ou les États-Unis, la sellette, fixée sur une glissière verrouillable, est réglable vers l'avant ou l'arrière.
Cette sellette peut être montée sur un dolly (ou diabolo) ce qui permet l'attelage d'une semi-remorque à l'arrière d'un camion porteur (ce camion ne possède pas sa propre sellette) ou, dans les pays dont la législation l'autorise (l'Australie, par exemple), de deux semi-remorques ou plus (on parle alors de train routier).

## Législation
La charge maximum autorisée sur le point d'accouplement (cheville ouvrière) est frappée sur la plaque constructeur du châssis de chaque semi-remorque.

## Entretien
L'entretien d'une sellette d'attelage comporte la vérification de l'état des fixations (soudures, boulons, rivets), l'état général, l'absence de fissure au niveau du plateau principal et le graissage. Un ajustement du jeu entre les mâchoires de verrouillage doit être effectué régulièrement pour respecter les normes de sécurité routière en vigueur dans la région d'utilisation.
Il est recommandé de graisser régulièrement la sellette, puisqu'elle subit des contraintes permanentes, surtout lorsque le véhicule est en pleine charge, ou travaille dans des conditions difficiles (travaux publics, nombreux virages, mauvaises conditions météorologiques, etc.). Il existe un substitut au graissage de la sellette : il s'agit d'une plaque en Téflon dur aux dimensions exactes de la sellette originale, d'une épaisseur d'environ un centimètre qui peut s'y adapter de manière définitive en atelier, permettant une usure lente et une friction minimale des matériaux en contact.

## Transport ferroviaire
Certains wagons destinés au transport multimodal rail-route (ou ferroutage) sont équipés d'une sellette identique à celle des tracteurs routiers, afin d'arrimer en toute sécurité une semi-remorque seule, qui va être transportée par voie ferrée.